# 지넨 리나
지넨 리나(일본어: 知念 里奈, ちねん りな, 1981년 2월 9일 ~)는 오키나와현 출신의 일본의 가수이자 싱어송라이터이다. 소속사무소는 라이징 프로덕션이다.

## 개략
어린 시절부터 오키나와 액터스 스쿨에서 레슨을 받았으며, 중학교 졸업 후에 도쿄로 상경하였다.
1996년 10월 21일에 싱글 《DO-DO FOR ME》로 가수 데뷔하였으며, 다음 해인 1997년에는 "제39회 일본 레코드 대상"에서 최우수신인상을 수상하여 신인가수로서 큰 성공을 거두었다.
그 후에도 계속 싱글을 발매하였으며, 가수 활동 뿐만 아니라, 뮤지컬 등에 출연하면서 배우로서도 활동하였다.
2001년에는 오키나와 출신 가수들이 공연하는 음악제 《MUSIC FEST PEACE OF RYUKYU》에 출연하면서 자신의 존재를 알리는 계기가 되었다.
2005년에는 모델 나카무라 켄타로와 결혼하였으며, 2006년에는 아들을 출산하였으나, 결혼 약 2년 만에 이혼하였다.

## 디스코그라피
※주의： 발매일은 일본에서의 것이다.

### 싱글
| 1st  | 1996년 10월 21일 | DO-DO FOR ME           |                                                  |
| 2nd  | 1997년 3월 31일  | precious・delicious    |                                                  |
| 3rd  | 1997년 9월 18일  | PINCH ~Love Me Deeper~ | TV도쿄계 《어린이들의 장난감》엔딩곡             |
| 4th  | 1998년 1월 28일  | Break out Emotion      | TBS계 《랭크 왕국》오프닝 곡                     |
| 5th  | 1998년 4월 15일  | Wing                   |                                                  |
| 6th  | 1998년 7월 15일  | Be yourself            |                                                  |
| 7th  | 1999년 1월 13일  | YES                    |                                                  |
| 8th  | 1999년 3월 31일  | GOD BLESS THE WORLD    |                                                  |
| 9th  | 1999년 6월 23일  | Be proud               |                                                  |
| 10th | 1999년 9월 29일  | IN YOUR EYES           |                                                  |
| 11th | 2000년 2월 9일   | Baby Love              |                                                  |
| 12th | 2000년 9월 20일  | Love, make together    |                                                  |
| 13th | 2000년 11월 15일 | CLUB ZIPANGU           |                                                  |
| 14th | 2000년 12월 6일  | Just Believe           |                                                  |
| 15th | 2001년 3월 7일   | Love you close         | 영화 《도라에몽 ~노비타와 날개의 용자들~》주제가 |

### 앨범
| 1st | 1998년 6월 10일 | Growing                   |
| 2nd | 2000년 3월 23일 | Passage ~Best Collection~ |
| 3rd | 2001년 7월 4일  | breath                    |

### 컴필레이션 앨범
| 1st | 1997년 7월 24일 | VELFARRE J-POP NIGHT presents DANCE with YOU              | 《황혼의 My Love》치넨 리나             |
| 2nd | 2008년 3월 19일 | VISION FACTORY presents 《FLOWER FESTIVAL》               | 《해바라기》치넨 리나 with Vanilla Mood |
| 3rd | 2008년 12월 3일 | VISION FACTORY COMPILATION~아쿠 유, 작가생활 40주년 기념~ | 《수중꽃》치넨 리나                     |

## 관련 사이트
- (일본어) 공식 웹사이트 보관됨 2009-02-26 - 웨이백 머신
- (일본어) SONY MUSIC내의 공식 사이트
- (일본어) 치넨 리나 공식 블로그